# Halloween (film din 2018)
Halloween (în engleză Halloween) este un film slasher regizat de David Gordon Green[*] după un scenariu de David Gordon Green[*]. În rolurile principale au interpretat actorii Jamie Lee Curtis, James Jude Courtney și Judy Greer, în alte roluri Andi Matichak, Will Patton. Povestea filmului este continuată în Halloween: Noaptea crimelor.
A fost produs de studiourile Blumhouse Productions[*] și a avut premiera la 19 octombrie 2018, fiind distribuit de Universal Studios. Coloana sonoră a fost compusă de John Carpenter. 
Cheltuielile de producție s-au ridicat la 10 milioane  $ și a avut încasări de 253.700.000 $.

## Distribuție
Au interpretat actorii:

Jamie Lee Curtis
Virginia Gardner[*]
Judy Greer[*]
Nick Castle
Will Patton[*]  .